# ناتو (غذا)

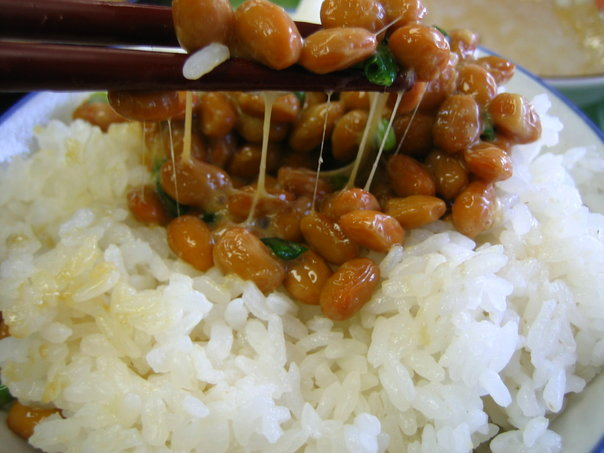
ناتو معمولاً با برنج مصرف می‌شود

ناتو (Nattō) یک غذای سنتی ژاپنی حاصل از تخمیر سویا می‌باشد. ناتو دارای طعم اکتسابی (طعمی که برای فرد ناآشنا ممکن است در ابتدا ناخوشایند باشد) است و طعم قوی و بوی شدید و قوام چسبنده از مشخصات آن است. بوی آن در ابتدا تنها برای برخی افراد ناخوشایند است. سایر افراد، بوی نامطبوعی حس نمی‌کنند.

## ظاهر و مصرف
اولین چیزی که بعد از بازکردن بستهٔ آن جلب توجه می‌کند بوی آن است که یادآور پنیر جاافتاده (پنیر قوی) است. هم زدن آن رشته‌هایی مانند تارعنکبوت به وجود می‌آورد که حاصل پروسهٔ تخمیر توسط باکتری ویژهٔ ناتو هستند. قوام آن تا حدی مانند چسب به نظر می‌رسد. ناتو اغلب در صبحانه با برنج به همراه مخلفات دیگر مصرف می‌شود.

## پروسه تولید
تخمیر ناتو توسط آنچه به ژاپنی ناتوکین نامیده می‌شود (حاوی باکتری باسیلوس سابتیلیس یا Natto Bacilli یا Bacillus subtilis natto) انجام می‌شود.
ناتو می‌تواند از لوبیای سیاه، لوبیای آزوکی و لوبیای چشم بلبلی نیز تهیه شود.

## منافع پزشکی
از مواد مؤثر موجود در ناتو می‌توان به موارد زیر اشاره کرد:
- ناتوکیناز (nattokinase): ماده‌ای است که برای اولین بار توسط هیرویوکی سومی (Hiroyuki Sumi) از ناتو جدا و تهیه شد.[۳] این ماده قابلیت از میان بردن بیوفیلم‌ها را دارا می‌باشد که باکتری‌ها از آن برای اختفا و حفاظت خود استفاده می‌کنند. این ماده همچنین دارای خاصیت از بین برندهٔ ترومبوز یا خون لخته شده‌است، بدون اینکه در انعقاد خون مشکلی ایجاد کند.

مطالعه‌ای در تایوان در سال ۲۰۰۹ نشان داده که ناتوکیناز دارای خاصیت از میان برندهٔ فیبریل‌های آمیلوئیدی می‌باشد؛ بنابراین پیشنهاد شده که ممکن است در درمان یا پیشگیری بیماری‌های آمیلوئیدی مثل آلزایمر تأثیر ایجاد کند.
- pyrazine عامل بوی خاص ناتو بوده و از لخته شدن خون جلوگیری می‌کند.
- ویتامین ک۲ (Κ۲): ناتو منبع سرشار از ویتامین ک ۲ می‌باشد. این ویتامین برای پروسه‌های متابولیک مختلفی لازم است (از جمله متابولیسم کلسیوم، پاک سازی دیواره رگ‌ها از رسوب پلاک و کلسیوم، کلسترول، هم افزایی با ویتامین دی، استخوانها، و غیره). از یک بسته صد گرمی ناتو می‌توان تمام ویتامین ک ۲ ی لازم را تأمین کرد. این ویتامین در دو فرم MK-4 و MK-7 (یا menaquinone ۷) وجود دارد.
- PQQ: یکی دیگر از موادی که منحصر به فرد ناتو است، کوآنزیم PQQ است که در تقویت عملکرد میتوکندری (همراه با coQ10) کارکرد دارد.
- سایر مواد مؤثر: subtilisin, pyrazine, gamma-polyglutamic acid, scyllo-inositol, catalase, surfactin, conjugated isoflavone-phosphate, butyrate, nitric oxide, unusual polysaccharides, glycolipids, hyaluronic acid, coenzyme Q10, and bacitracin Tracy.

سایر فواید نقل شده ناتو شامل جلوگیری از چاقی، برگرداندن ریزش مو در مردان، کاهش کلسترول، خاصیت آنتی‌بیوتیک و موارد دیگر است.
ژاپنی‌ها به‌طور متوسط از طول عمر بلند و موارد نسبتاً کم سکته قلبی برخوردارند. بخشی از این پدیده توسط برخی محققان به نوع تغذیه آن‌ها و به‌طور خاص به مصرف ناتو نسبت داده شده‌است. یک شرکت ژاپنی بنام Nippon Ploy-Glu توانست از دانه‌های سویای بکار رفته در غذای ژاپنی ناتو، پودری ویژه بنام poly-glu استخراج کند که می‌توان از آن برای تصفیه کردن آب آشامیدنی در مواقع اضطراری مانند سیل، زلزله و جنگ در مناطقی که مردمان آنجا دسترسی کافی به آب سالم ندارند استفاده کرد. این درخواست ابتدا توسط دولت تایلند در سال ۲۰۰۴ پس از زمین لرزه سوماترا که باعث سونامی شد انجام گردید. پس از آن، این ماده در بسیاری از نقاط آسیب دیده بر اثر بلایای طبیعی و جنگ به کمک افراد نیازمند به آب سالم شتافت و توانسته جان بسیاری از کودکان و آوارگان جنگ و سونامی در سراسر کره زمین را نجات دهد.

## نگارخانه

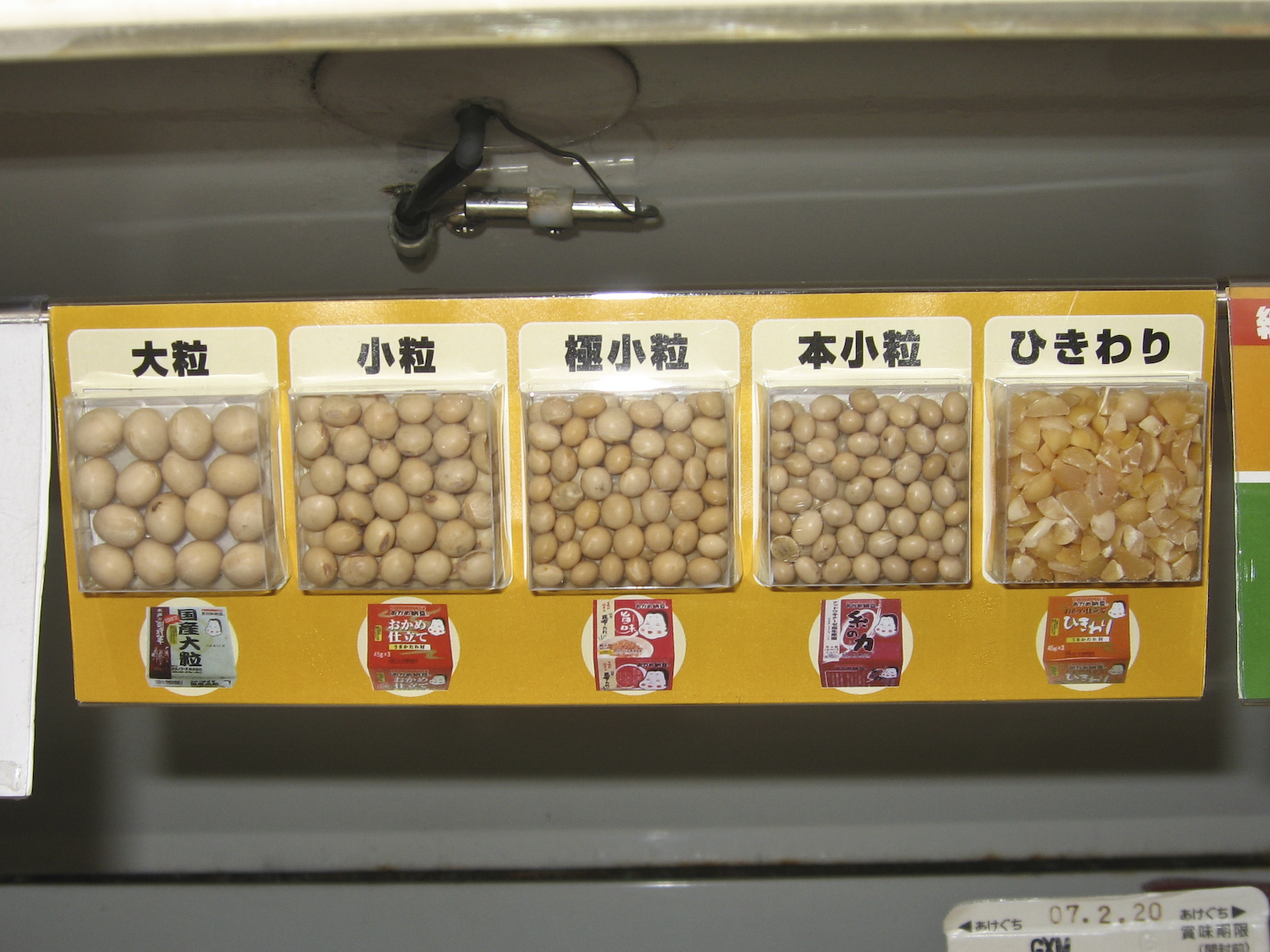
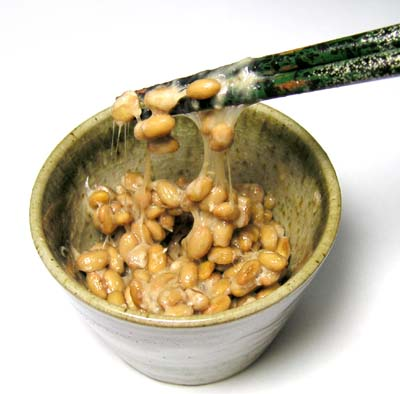
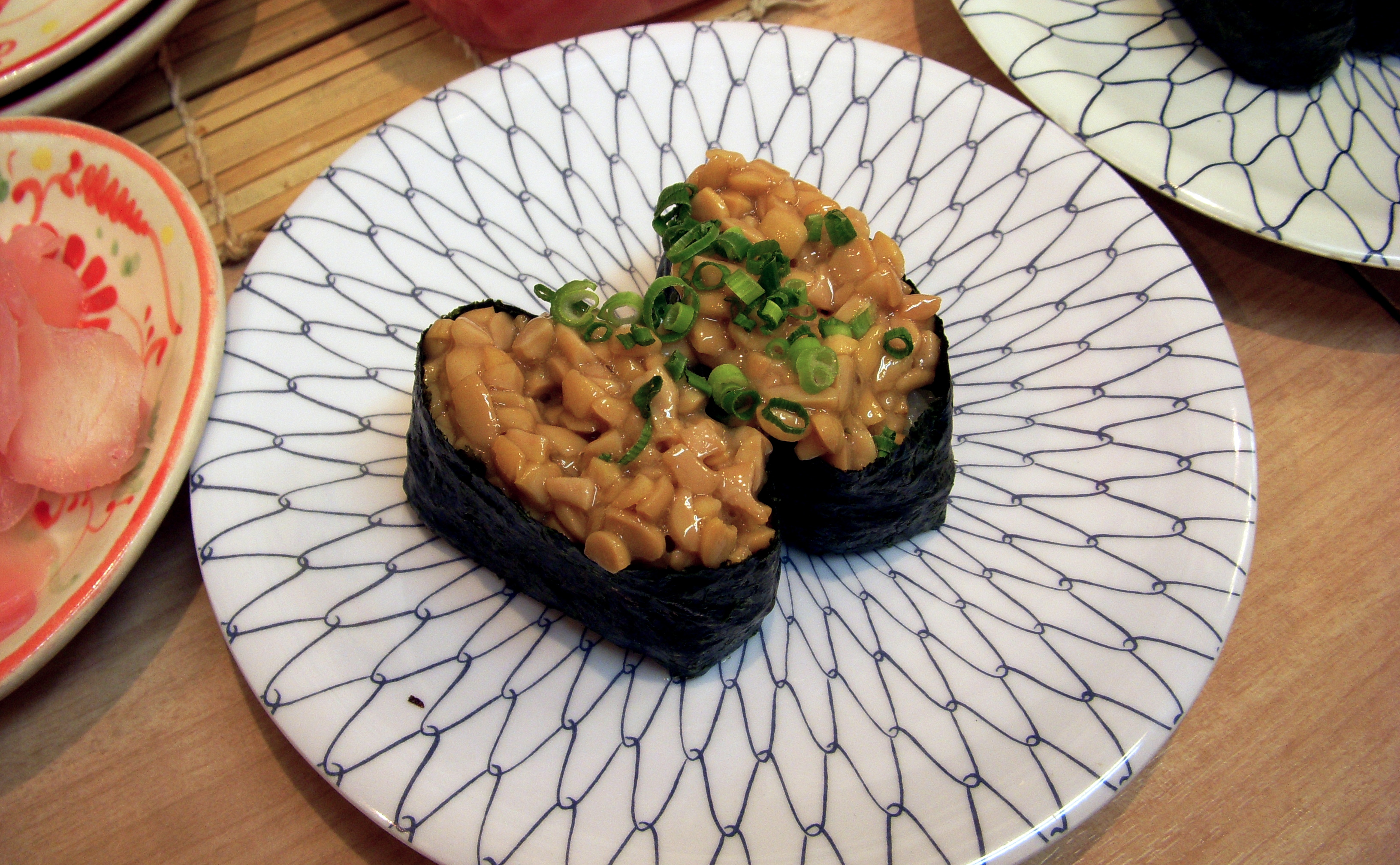
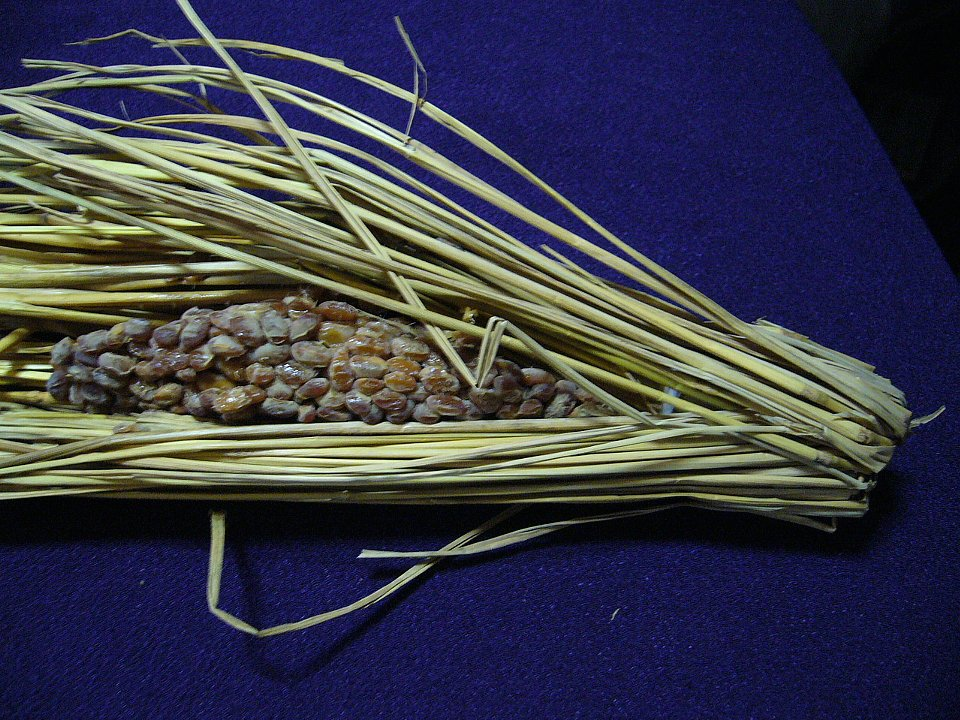